# میکولا کولسا
میکولا کولسا (انگلیسی: Mykola Kolessa؛ ۶ دسامبر ۱۹۰۳ – ۸ ژوئن ۲۰۰۶) موسیقی‌دان اهل اتریش-مجارستان بود.
وی همچنین برندهٔ جوایزی همچون نشان لنین و جایزه هنرمند مردمی اتحاد جماهیر شوروی شده‌است.